# Ben Weasel
Ben Weasel, pseudonimo di Ben Foster (Chicago, 1968), è un cantante, chitarrista, produttore discografico e scrittore statunitense, leader del gruppo punk Screeching Weasel e dei Riverdales.

## Discografia

### Con gli Screeching Weasel

#### Album di studio
- 1987 - Screeching Weasel
- 1988 - Boogadaboogadaboogada!
- 1991 - My Brain Hurts
- 1992 - Ramones
- 1993 - Wiggle
- 1993 - Anthem for a New Tomorrow
- 1994 - How to Make Enemies and Irritate People
- 1996 - Bark like a Dog
- 1998 - Television City Dream
- 1998 - Beat Is on the Brat
- 1999 - Emo
- 2000 - Teen Punks in Heat
- 2011 - First World Manifesto

#### Raccolte
- 1995 - Kill the Musicians
- 2000 - Thank You Very Little
- 2005 - Weasel Mania

### Con i The Riverdales

#### Album di studio
- 1995 - Riverdales LP
- 1997 - Storm the Streets
- 2003 - Phase Three
- 2009 - Invasion U.S.A. LP

#### EP
- 1995 - Back to You
- 1995 - Fun Tonight
- 1997 - Blood on the Ice

### Solista

#### Album di studio
- 2002 - Fidatevi
- 2007 - These Ones Are Bitter

#### Album dal vivo
- 2009 - The Brain That Wouldn't Die